# Spiralna vrba
Spiralna vrba (lat. Salix matsudana), vrsta vrbe. Naraste 6 do 10 metara visine, a karakteriziraju je spiralne grane, po čemu je i dobila ime.
Ova vrsta autohtona je u sjeveroistočnoj Kini, a danas se uzgaja u mnogim krajevima svijeta.

## Sinonimi
- Salix babylonica f. tortuosa (A.Vilm.) Geerinck; Taxonomania 6: 8 (2002 publ. 1981), nom. illeg.
- Salix babylonica var. matsudana (Koidz.) H.Ohashi & Yonek.; J. Jap. Bot. 90(1): 2 (2015)
- Salix matsudana f. lobatoglandulosa C.F.Fang & W.D.Liu; J. Shanxi Agric. Univ. 4(2): 225 (1984)
- Salix matsudana f. pendula C.K.Schneid.; Gentes Herbarum 1: 18 (1920)
- Salix matsudana f. rubriflora C.F.Fang; Bull. Bot. Res. North-East. Forest. Inst. 4(1): 126 (1984)
- Salix matsudana f. tortuosa (Vilm.) Rehder; J. Arnold Arbor. 6: 206 (1925)
- Salix matsudana f. umbraculifera Rehder; J. Arnold Arbor. 6: 205 (1925)
- Salix matsudana var. anshanensis C.Wang & J.Z.Yan; Bull. Bot. Res., Harbin 1(1-2): 176 (1981)
- Salix matsudana var. pseudomatsudana (Y.L.Chou & A.K.Skvortsov) Y.L.Chou; Fl. Reipubl. Popul. Sin. 20(2): 134 (1984)
- Salix matsudana var. tortuosa J.Vilm.; J. Soc. Natl. Hort. France, sér. 4, 25: 350 (1924), nomen